# Mlahsö
Mlahsö är ett västsyriskt språk, nära besläktat med Turoyo. Den siste som talade Mlahsô, Ibrahim Hanna, dog år 1998 i Qamishli. Det omtalades år 1999 att hans dotter kunde språket bra, men hon var nästan döv och hade ingen att tala språket med.